# الستابات ماتر (بيرجوليزي)

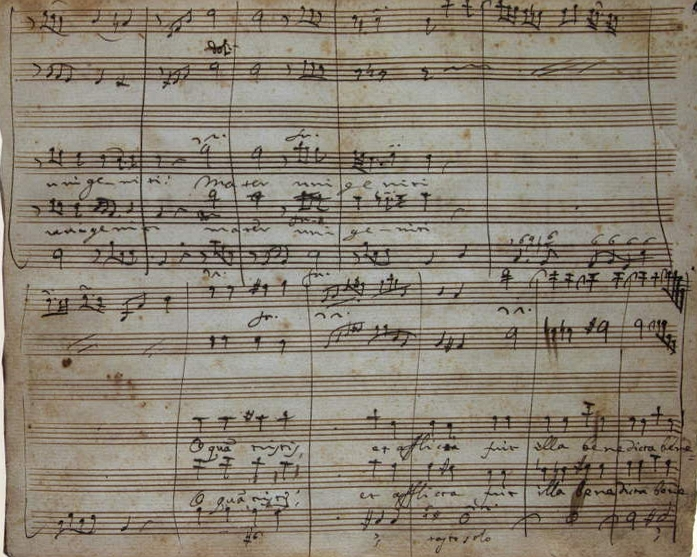

الستابات ماتر بالإنجليزية Stabat Mater هو تلحين ستابات ماتر كتبه جيوفاني باتيستا بيرغوليزي سنة 1736. كتبه بيرجوليزي في الأسابيع الأخيرة من حياته، كتب نوتته للسوبرانو والمطربين الألتو الصولو والكمان الأول والكمان الثاني والباص المستمر (التشيللو والأرغن). يعتبر هذا العمل من الروائع التي كتبها بيرجوليزي، النص العظيم من العصور الوسطى، يذكر بالتفصيل السيدة العذراء عند أسفل الصليب، حصل على رد فعل كثيف منه، حيث يظهر الاستخدام المعبر للوقفات والتنافر بوضوح. كلفه بكتابته الإخوة كفالييري ديلا فيرجي دي دولوري ليحل محل عمل قبله بقليل لأليساندرو سكارلاتي. إذا كان يبدو أوبرالي نوعا ما على عمل ديني، هذا في الغالب لأن بيرجوليزي (مثل سكارلاتي) يستغنى عن كورس ليقدم النص خلال صوت صولو – كل من الانتي عشر قسم مخصص إما للسوبرانو أو الألتو أو كليهما في الدويتو. الموسيقى متنوعة بشكل مذهل مع المزاج السائد يعبر عن الالم والاستجداء رغم وجود قسمين يتألقان بحيوية نسبية. حسب الأسطورة كان العمل الأخير الذي كتبه بيرجوليزي قبل وفاته على الأرجح من مرض السل في الدير الفرانسيسكاني في بوزولي قرب نابولي. الحقيقي بشكل مؤكد هو أنه أصبح واحدا من أشهر وأكثر الأعمال خلودا في القرن ال18 بأكمله.

## هوامش
1. ↑  The Rough Guide to Classical Music